# Laurent Guillot
 (septembre 2024).
L'article doit être relu — et modifié si nécessaire — par des contributeurs indépendants pour apporter un regard critique aux contributions effectuées en violation des conditions d'utilisation de Wikipédia, tant sur la forme (notamment concernant le style encyclopédique, la proportionnalité) que sur le fond (la neutralité de point de vue, la qualité et l'indépendance des sources).
Laurent Guillot, né le 5 septembre 1969, est un chef d'entreprise français. 
Il est depuis le 1er juillet 2022, Directeur Général du Groupe Orpea devenu Emeis. 

## Biographie

### Formation
Laurent Guillot est diplômé de l’École polytechnique promotion 1990, de l'École des Ponts ParisTech et diplômé de l’université Paris-I Panthéon-Sorbonne. 

### Carrière

#### Fonction publique
Laurent Guillot commence sa carrière en 1996 au ministère de l’Économie et des Finances en tant que responsable énergie à la Direction de la prévision puis comme responsable Afrique centrale au sein de la Direction du Trésor,. De 1999 à 2002, il est chargé des questions portuaires, maritimes et fluviales puis budgétaires, financières et industrielles au cabinet du ministre de l'Équipement, du Transport et du Logement,.  

#### Saint-Gobain
En 2002, Laurent Guillot rejoint Saint-Gobain. Il est nommé en 2009, directeur financier du groupe, également chargé des achats et des systèmes d’information,,. Le 1er janvier 2017, il est nommé directeur général adjoint de Saint-Gobain. Il est chargé du Pôle Matériaux Haute Performance et supervise l’Activité Performance Plastics. Le 1er janvier 2019, il est promu directeur général adjoint de la Compagnie, chargé des Solutions de Haute Performance,. 

### Orpea/Emeis
Le 2 mai 2022, Laurent Guillot est nommé directeur général du groupe Orpea,. Il prend ses fonctions le 1er juillet 2022,. Le 28 juillet, lors d’une assemblée générale, il est élu administrateur du groupe dont la présidence est confiée ce même jour à Guillaume Pepy. Il participe à la restructuration du groupe,,,. 

#### Autre mandat
En mai 2019, il devient administrateur indépendant du Groupe Safran et rejoint le comité d'audit et des risques dont il prend la présidence en 2021,. 
En janvier 2022, Laurent Guillot remet au gouvernement un rapport qu’il a produit Simplifier et accélérer les implantations d’activités économiques en France,.